# Рибництво
Ри́бництво — один з основних напрямів аквакультури і галузь сільського господарства, яка займається вирощуванням риби, покращенням і збільшенням рибних запасів в водоймах. Рибництво в морських водоймах розглядається як одне з напрямків в марикультурі. Для розведення риби використовують природні або штучні водойми, в тому числі басейни, танки, садки і акваріуми.
Вартість світової продукції аквакультури в 2008 році становила близько 98,4 млн доларів США, де Китай займає домінуючу позицію на ринку. Додаткого інкубатори виробляють морепродукти для дрібних домашніх потреб, що особливо поширено в Південно-Східній Азії. Рибні заводи поширені в рибопромислових районах світу.
Служба охорони рибництва і диких тварин створила Національну систему рибоводних заводів (National Fish Hatchery System) для підтримки збереження місцевих видів риб.
В Україні рибництвом займається відділ аквакультури і селекції при Головному державному управлінні охорони, відновлення, використання водних живих ресурсів і регулювання рибництва, яке є департаментом Державного агентства рибного господарства.
В Казахстані спеціально уповноваженим державним органом, який здійснює державний контроль за станом, відтворенням, охороною, захистом і використанням рибних ресурсів є Комітет лісничого, рибного і мисливського Міністерства сільського господарства,.